# Łukasz Kurek
Łukasz Ryszard Kurek – polski lekarz weterynarii, doktor habilitowany nauk weterynaryjnych, adiunkt na Uniwersytecie Przyrodniczym w Lublinie. specjalista od chorób wewnętrznych zwierząt.

## Kariera naukowa
W 1997 roku na Akademii Rolniczej w Lublinie uzyskał tytuł lekarza weterynarii. W 2002 roku na Wydziale Medycyny Weterynaryjnej tej samej uczelni uzyskał stopień doktora nauk weterynaryjnych na podstawie rozprawy pt. Dynamika zmian wybranych elementów gospodarki mineralnej, hormonalnej i energetycznej u krów mlecznych w okresie okołoporodowym ze szczególnym uwzględnieniem ostrej hipokalcemii (porażenia poporodowego), której promotorem był Adam Stec. W tym samym roku został zatrudniony na tejże uczelni, a w 2018 roku uzyskał na niej stopień doktora habilitowanego nauk weterynaryjnych na podstawie pracy pt. Wpływ niedoborów wapnia, fosforu i magnezu oraz ich profilaktyki na stan czynnościowy narządów miąższowych oraz gospodarkę energetyczną i mineralną u krów mlecznych.